# ديفيد مانديل
ديفيد مانديل (بالإنجليزية: David Mandel)‏ هو منتج أفلام وكاتب سيناريو ومخرج أمريكي، ولد في 1970.

## وصلات خارجية
- ديفيد مانديل على موقع IMDb (الإنجليزية)
- ديفيد مانديل على موقع ألو سيني (الفرنسية)
- ديفيد مانديل على موقع أول موفي (الإنجليزية)
- ديفيد مانديل على موقع بوكس أوفيس موجو (الإنجليزية)
- ديفيد مانديل على موقع قاعدة بيانات الأفلام السويدية (السويدية)
- ديفيد مانديل على موقع قاعدة بيانات الفيلم (الإنجليزية)
- ديفيد مانديل على موقع كينوبويسك (الروسية)